# Mono-ha

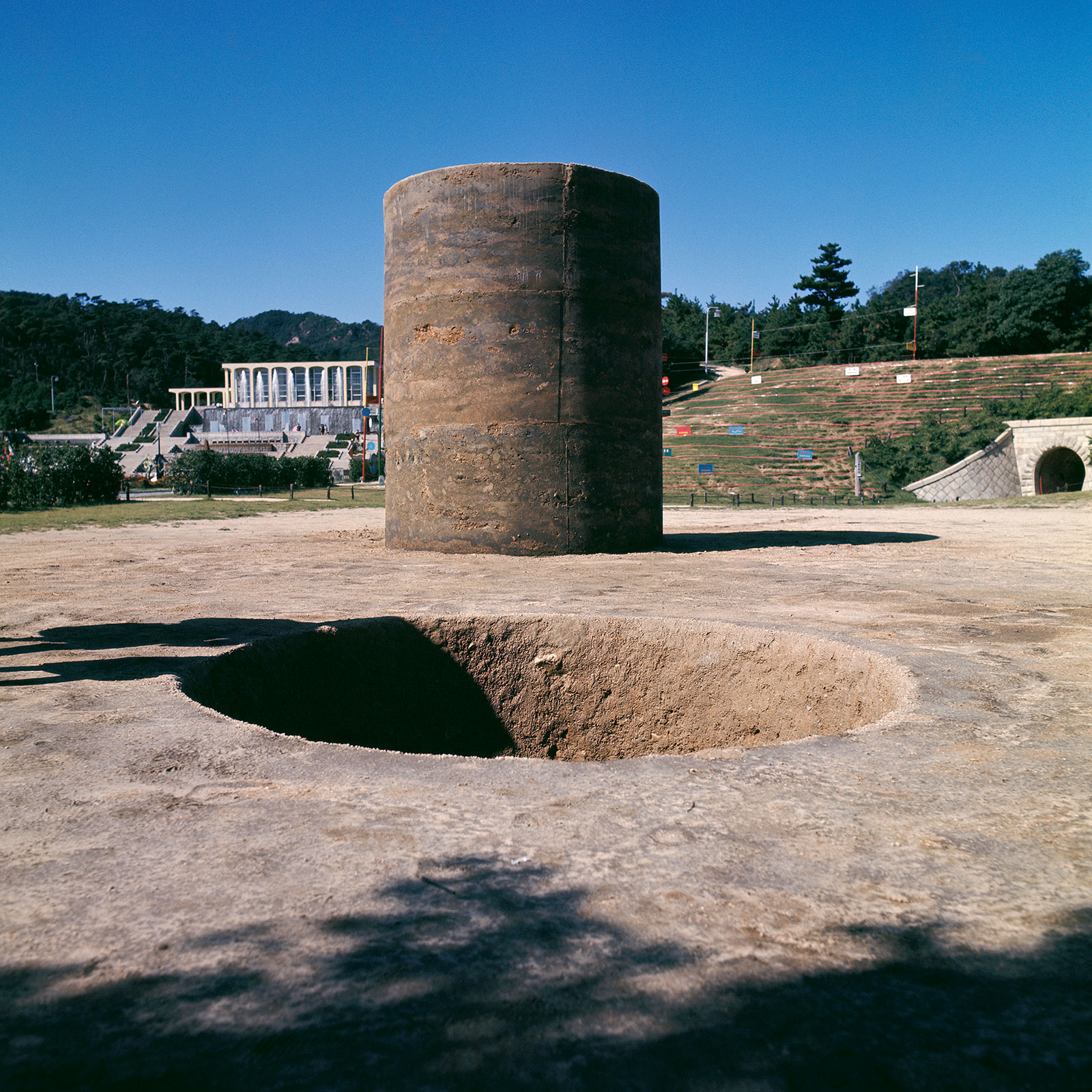
Phase - Mother Earth von Nobuo Sekine gilt als das repräsentativste Kunstwerk der Mono-ha Bewegung. Es entstand 1968 im Rahmen der 1st Kobe Suma Rikyū Park Contemporary Sculpture Exhibition. Die temporäre Skulptur aus Erdsäule und Loch wurde erneut 2008 und 2012 errichtet.

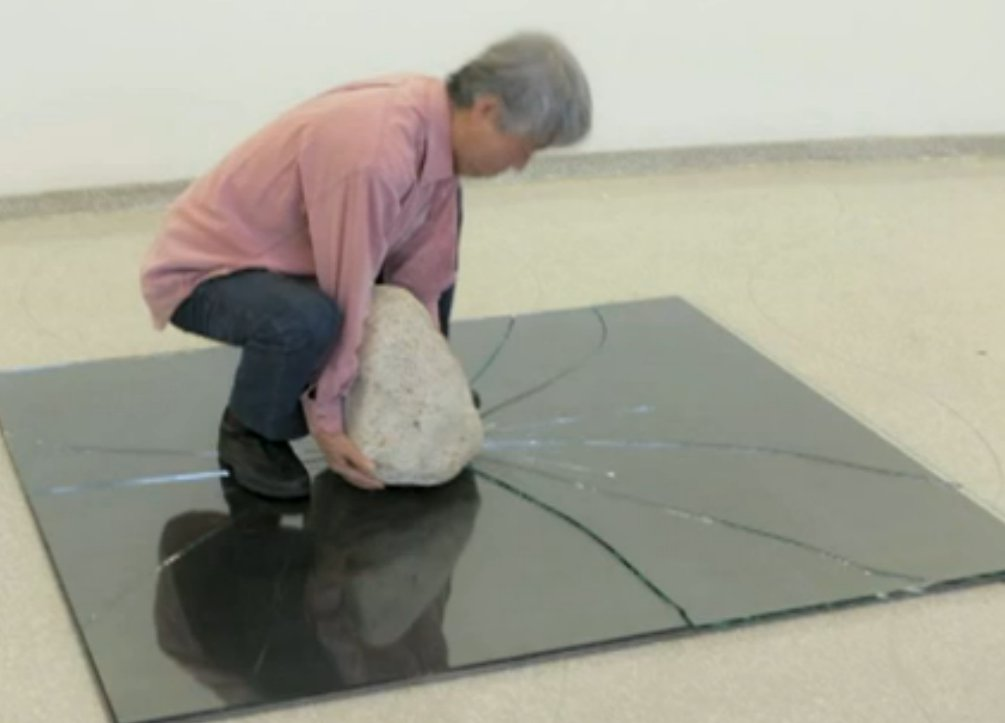
Durch sein Essay Beyond Being and Nothingness: On Sekine Nobuo (1970/71) prägte der koreanische Künstler Lee Ufan die Bezeichnung Mono-ha für die Kunstbewegung.

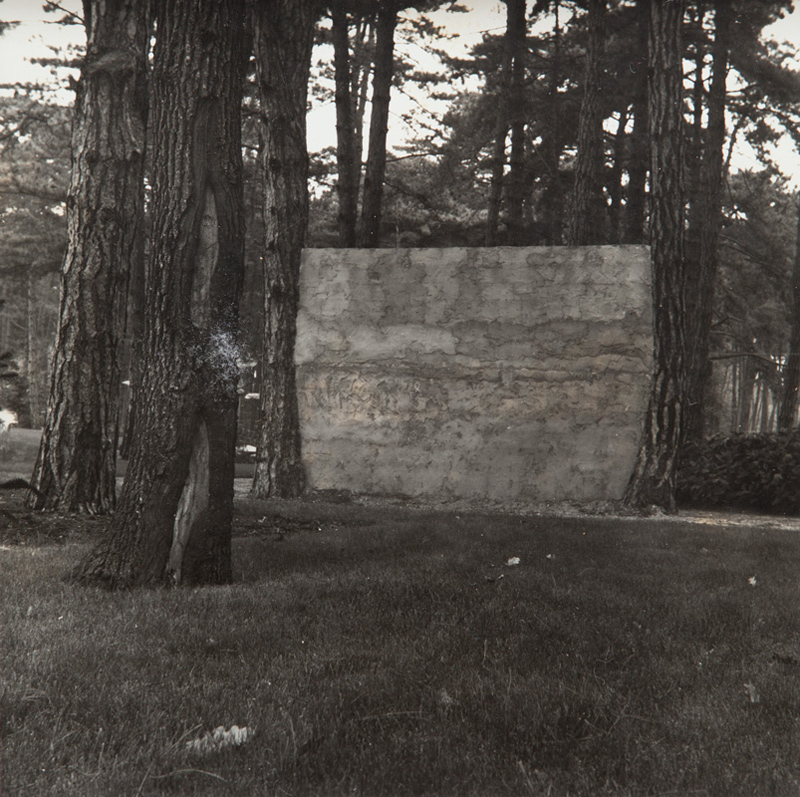
Auf Materielles beschränkt, stand Gegenüberstellung von Alt und Neu, Natur und Technik oder einfach nur Werk und Umgebung zum Ausdruck, wie Koji Enokuras Mauer zwischen Bäumen (Wall, 1971).

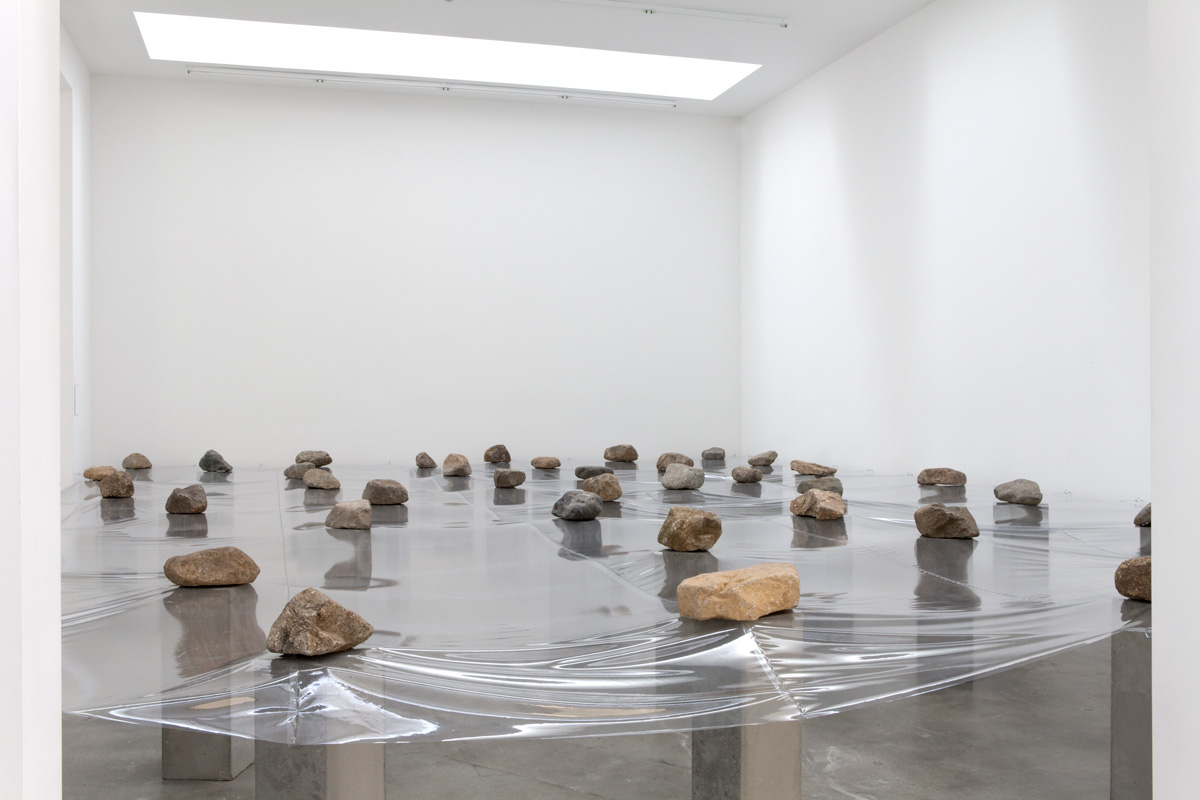
Verwendet wurden unbearbeitete Materialien aus der Natur und kombinierte sie mit technischen Werkstoffen zu künstlerischen Rauminstallationen. Beispielsweise Kishio Sugas Law of Multitude (1975) aus Betonpfeilern, Folie und Flusssteinen.

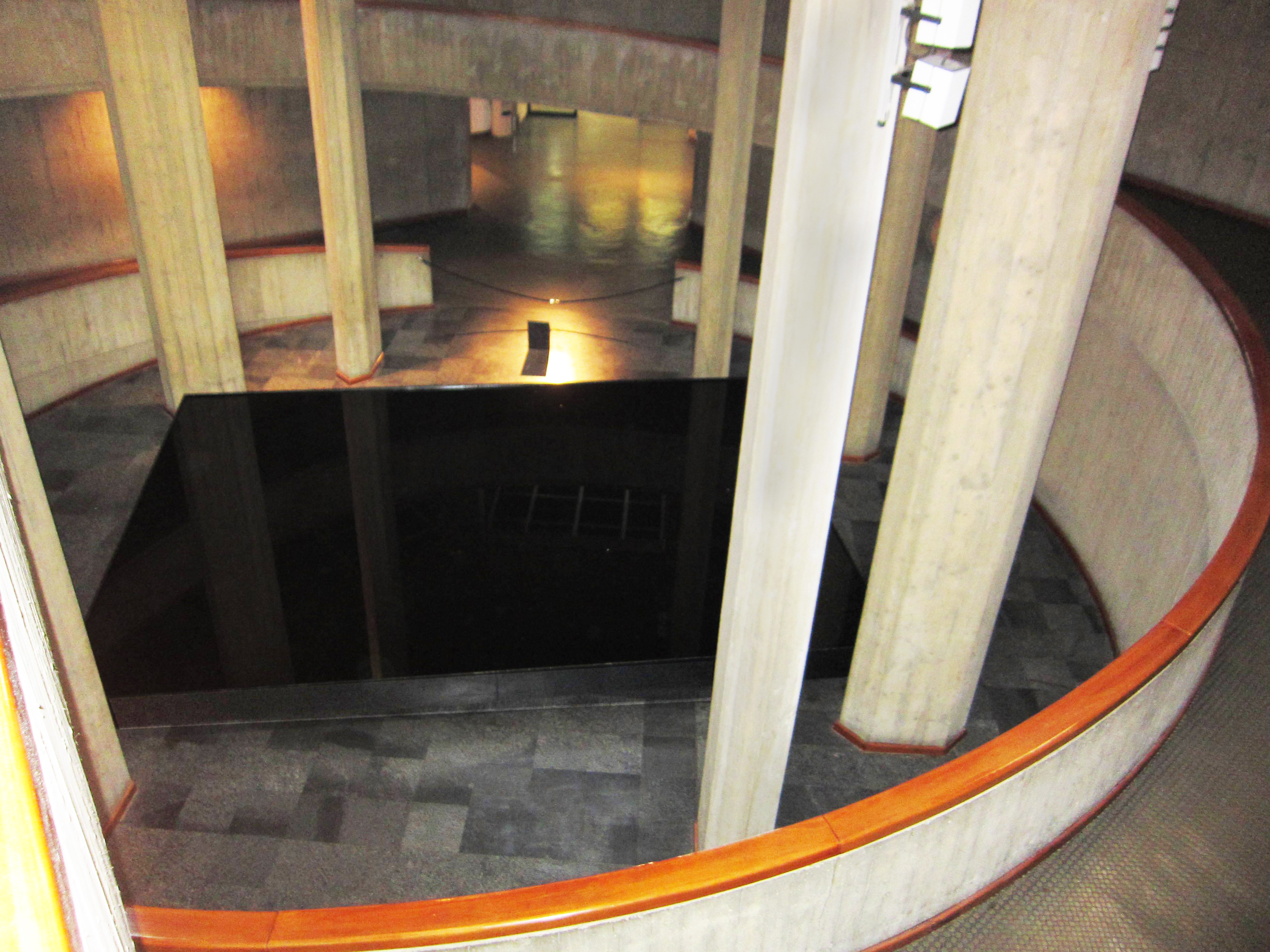
Noriyuki Haraguchis Werke dagegen waren sehr technikorientiert. Neben der Präsentation von Kampfflugzeugteilen gehört auch die rechteckige Ölwanne zu seinen Werken.

Mono-ha (japanisch: もの派) war eine zeitgenössische Kunstbewegung des 20. Jahrhunderts aus Japan. Übersetzt bedeutet das so viel wie „Die Schule der Dinge“. Der Name bezieht sich auf ein lose verbundenes Künstlerkollektiv, dass zwischen 1968 und 1975 aktiv war und sich regelmäßig in einem Bahnhofscafé in Tokio traf. Es bestand aus Studenten und Absolventen der japanischen Kunsthochschulen und befreundeten Künstlern. Die Gruppe verstand sich als Gegenbewegung zur japanischen Avantgarde. Statt plakativer Anti-Kunst, Symbolismus und Rebellion gegen das Establishment stand für sie das Objekt in Beziehung zu Betrachter und Raum im Vordergrund. Für die meist temporären Installationen wurden natürliche und technische Materialien verwendet, einzeln aufgestellt oder miteinander kombiniert und beobachtet, welche Emotionen sie in einem hervorriefen.

## Die Schule der Dinge
Im westlichen Raum wird Mono-ha oft mit „Schule der Dinge“ übersetzt. Mono (もの) hat im japanischen die Bezeichnung für einen Gegenstand, der ganz im Allgemeinen vage beschrieben wird. Das können zum Beispiel Häuser, Fahrzeuge, Einkäufe oder Bücher sein. Also körperliche, greifbare Objekte – und solche verwendeten die Künstler für ihre Werke und Installationen. Zur Erstellung nutzte man rohe Naturmaterialien wie Steine, Erde und Äste, und von Menschenhand produzierte Werkstoffe, Waren und Müll. Sie verabschiedeten sich weitgehend von der gestalterischen Bearbeitung der Materialien und arrangierten die Gegenstände einfach im Raum oder auf Plätzen. Bezugnehmend darauf bezeichnete die Bewegung ihr Tun als „Nicht-machen-Kunst“. Eine Symbolisierung ihrer Werke lehnten sie ab. Ebenso hielten sie es auch nicht für notwendig ihren Arbeiten irgendein Label aufzudrucken. Auf Materielles beschränkt, stand Gegenüberstellung von Alt und Neu, Natur und Technik oder einfach nur Werk und Umgebung zum Ausdruck. Der Prozess des Experimentierens beim Aufbau, Interaktion und anschließender Verfall oder Zerstörung gehörten zum Konzept des Arrangements. Von ihren Werken blieben oft nur Fotos.

### (Kunst-)Geschichtliches
Das, was später zu einem der prägendsten Stile moderner japanischer Nachkriegskunst werden sollte, hatte seine Anfänge etwa Mitte der 1960er Jahre. Nach Zerstörung der alten Werte und Traditionen und der Neuorientierung in der modernen, materialistisch und westlich geprägten Industriegesellschaft, suchte man auch in der Kunst einen Ausdruck, der das neue Japan repräsentierte. Schließlich begann die Geburt der Nation mit dem Atombombenabwurf auf Hiroshima und Nagasaki 1945. Das Ereignis war gleichzeitig die Geburtsstunde der zeitgenössischen Kunst in Japan.
Anfangs war sie geprägt von Surdokumentalismus mit der Aufarbeitung der Kriegsverbrechen und sozialen Ungerechtigkeiten in Gemälden oder der japanischen Avantgarde mit ihrer Experimentierfreude von modernen Technologien, Darstellungen, Musik, Film und Körpereinsatz. In den 1960ern artete das zur exzessiven Anti-Kunst bis hin zu selbstzerstörerischen Splatter- und Müllorgien aus. Alles und allem wurde ein Symbolismus oder einer Ideologie zugeschrieben. Der Kampf gegen das Establishment und die zunehmende Amerikanisierung hatte Priorität. Studentenproteste waren an der Tagesordnung. Die Liebe und der Hass in die Nachkriegsmodernisierung fanden unter anderem Ausdruck in Textbildern, unscharfen Fotos, Kitschplakaten und satanisch anmutenden Darbietungen.
Gleichzeitig gab es eine kleine Gruppe von Künstlern, die sich mit der Lebensart und Ideologien der Neuen Linken überhaupt nicht anfreunden konnten. Für sie war die Darstellung von Zerstörung und Untergang sowie kunstfeindliche Politisierung keine Grundlage für eine Gesellschaft. Es begann eine Zeit des Hinterfragens. Da man mit dem Imperialismus und der nationalen Bewegung der Vorkriegszeit nichts mehr zu tun haben wollte, besann man sich bei dem Selbstfindungsprozess auf Werke der griechischen und deutschen Philosophen wie Platon, Aristoteles, Schiller, Kant und Heidegger. Ihre Texte beschrieben genau das, was die Künstler als philosophische Grundlage für ihre Arbeiten suchten. Es fehlte darin nur noch das gewisse Etwas, was das moderne Japan als Kultur ausmachte. Blieben letztendlich doch nur die industriell hergestellten Produkte „Made in Japan“ und die Insel auf der sie wohnten übrig. Diese Reflexion brachten die Künstler schließlich in ihren Werken zum Ausdruck.

### Wie Mono-ha zu seinem Namen kam
Zu Beginn war beim „Nicht-machen“ der Einfluss westlicher Ästhetik noch sehr präsent. Die Werke der Kunststudenten ähnelten in ihrer Machart dem etwa zeitgleich auftretenden amerikanischen Minimalismus oder italienischen Arte Povera. Die Universitäten der japanischen Nachkriegszeit waren sehr westlich orientiert, so dass selbst die vorangegangenen zeitgenössischen Kunstbewegungen mit ihrem Widerstand gegen die amerikanischer Besatzung keinen eigenen Kunststil entwickeln konnten, der das moderne Japan repräsentierte. Das änderte sich erst zu Beginn der 1970er Jahre als der Begriff Mono-ha in einem Magazin für Moderne Kunst auftauchte. Geprägt hat ihn der koreanische Künstler Lee Ufan, als er das Werk Phase-Mother Earth des Kunststudenten Nobuo Sekine in einem Artikel beschrieb. Dieser hatte 1968 ein rundes Loch von 2,70 m Tiefe in die Wiese des Suma Rikyū Parks in Kobe gegraben und den Erdaushub als tonnenförmiges Gebilde daneben platziert. Es gilt heute als das repräsentativste Objekt der Mono-ha-Bewegung – und die „Nicht-Macher“ hatten ihren Namen weg.
Bei einem Treffen in ihrem Stammcafé in Tokio stellte Nobuo Sekine dem Künstlerkollektiv Lee Ufan vor. Er schloss sich ihnen an. Die etwa zehn Jahre jüngeren Studenten fanden seine Interpretationen zu Mono-ha interessant. Lee Ufan hatte östliche und westliche Philosophie studiert und eine Vorliebe für die Schriften Zhuāngzǐ, Laozi und Martin Heidegger. Dadurch bekam die Bewegung eine neue Richtung. Endlich fand man das wieder, was japanische Kultur ausmachte: Zen. Lange verdrängt und wegen der Nationale Bewegung als faschistisch verschrien, waren das die Wurzeln, wonach man die ganze Zeit gesucht hatte. Durch Martin Heideggers schräge Philosophie in Sein und Zeit fand man genau die Worte für die Darstellung dieser Kunstrichtung. Vielleicht ist demnach „Lehre der Gestelle“ die bessere Übersetzung für Mono-ha.
Mit der Namensgebung und Etablierung in der Kunstszene um 1973 war die Endzeit der Mono-ha-Bewegung eingeläutet. Durch sie bekam die Gruppe zwar erstmals Aufmerksamkeit und wurde für Ausstellungen und Kunstevents interessant. Andererseits definierte man durch das Label eine gewisse Art von Kunst, nämlich japanischer Minimalismus mit Gegenständen in zenphilosophischer Anordnung. Das war aber nie gewollt. Mono-ha war niemals eine einheitliche Kunstrichtung. Die Studenten der verschiedenen Kunsthochschulen hatten jeweils ihre eigene Interpretation. Zum Teil wendeten sie neben temporären Installationen auch reproduktive Techniken und Neue Medien an. Durch internationale Kunstevents und Auslandsaufenthalte ließ man sich auch von westlichen Künstlern wie Joseph Beuys und Andy Warhol inspirieren.

### Die drei Hauptströmungen des Mono-ha
Tokashi Minemura beschreibt in seiner 1986 erschienenen Veröffentlichung „Was war Mono ha?“ drei Hauptströmungen der Bewegung:
1. Die „Lee & Tamabi Connection“, bestehend aus Nobuo Sekine, Kishio Suga, Shingo Honda, Katsuhiko Narita und Katsurō Yoshida aus dem Kunstmalereilehrgang von Yoshishige Saitō's Klasse, Susumu Koshimizu aus der Bildhauereiabteilung der Tama Art University, (im Studenten-Slang: Tamabi), sowie Jiro Takamatsu und Lee Ufan, ein guter Freund von Sekine. Durch ihren philosophischen Ansatz der Metaphysik und der Gegenüberstellung von Natur und Technik mit japanischer Ästhetik gilt die Lee & Tamabi Connection als eine der prägendsten Gruppe der Mono-ha Bewegung.
2. Die „Geidai Connection“, bestehend aus Kōji Enokura und Noboru Takayama, beides Absolventen der Tokyo University of the Arts (Geidai) und einer Gruppe befreundeter Künstler, sowie Hiroshi Fujii und Makoto Habu, die sich später der Mono ha-Bewegung anschlossen. Neben Skulpturen aus Bahnschwellen, bunten Plastikmüll und gefärbten Stoffen experimentierte die Gruppe bei ihren Arbeiten mit Malerei, reproduktiven Techniken und Klang und Film.
3. Die „Nichidai Connection“, bestehend aus Studenten der Nihon-Universität (Nichidai) des Studiengangs der Feinen Künste, deren zentrale Person Noriyuki Haraguchi war. Sie wurde auch „Yokosuka Gruppe“ genannt, da Noriyuki Haraguchi dort aufgewachsen war und die Präsenz der ansässigen US-Streitkräfte in seinen Arbeiten kritisierte. Die Werke waren sehr von der Schwerindustrie und Militaria geprägt und bestanden unter anderem aus Beton, Stahlplatten, Glasbausteinen, Maschinen- und Fahrzeugteilen und Erdöl.

## Post Mono-ha
1975 löste sich die Künstlerbewegung schließlich auf, da viele der Künstler nach ihrem Studium ins Ausland reisten oder anderen Tätigkeiten nachgingen. Einige von ihnen wurden erfolgreiche und preisgekrönte Künstler. Teilweise bauten sie ihre Kunstwerke aus Studentenzeiten an anderen Orten erneut auf oder entwickelten ihren minimalistischen Stil weiter.
Im europäischen und amerikanischen Raum blieb Mono-ha eine geläufige Bezeichnung für moderne minimalistische Kunst aus Japan, selbst wenn der Künstler nie etwas mit der damaligen Studentenbewegung zu tun hatte. So spricht man ab 1975 auch von Post-Mono-ha. Als prägende Kunstrichtung fand sie viele Nacheiferer, von denen aber nur wenige bekannt sind.

## Bekannte Künstler der Mono-ha und Post Mono-ha Bewegung
- Jiro Takamatsu
- Nobuo Sekine
- Lee Ufan
- Kishio Suga
- Koji Enokura
- Susumu Koshimizu
- Noboru Takayama
- Katsuhiko Narita
- Noriyuki Haraguchi
- Katsuro Yoshida
- Kenji Inumaki
- Shingo-Honda
- Keiji Uematsu